# Matachia ramulicola
Matachia ramulicola là một loài nhện trong họ Desidae.
Loài này thuộc chi Matachia. Matachia ramulicola được miêu tả năm 1917 bởi Dalmas.